# Cantone di Saint-Hippolyte
Il Cantone di Saint-Hippolyte era una divisione amministrativa dell'arrondissement di Montbéliard.
A seguito della riforma approvata con decreto del 25 febbraio 2014, che ha avuto attuazione dopo le elezioni dipartimentali del 2015, è stato soppresso.

## Composizione
Comprendeva i comuni di:
- Bief
- Burnevillers
- Chamesol
- Courtefontaine
- Dampjoux
- Fleurey
- Froidevaux
- Glère
- Indevillers
- Liebvillers
- Montancy
- Montandon
- Montécheroux
- Montjoie-le-Château
- Les Plains-et-Grands-Essarts
- Saint-Hippolyte
- Soulce-Cernay
- Les Terres-de-Chaux
- Valoreille
- Vaufrey